# Йохан Фридрих (Шварцбург-Рудолщат)
Йохан Фридрих фон Шварцбург-Рудолщат (на немски: Johann Friedrich von Schwarzburg-Rudolstadt; * 8 януари 1721, Рудолщат; † 10 юли 1767, Рудолщат) от фамилията Шварцбурги, е от 1744 до 1767 г. управляващ княз на Шварцбург-Рудолщат.

## Биография
Той е единственият син на княз Фридрих Антон I фон Шварцбург-Рудолщат (1692 – 1744) и първата му съпруга принцеса София Вилхелмина фон Саксония-Кобург-Заалфелд (1693 – 1727). Неговата мащеха е принцеса Христина София от Източна Фризия (1688 – 1750). Внук е на княз Лудвиг Фридрих I фон Шварцбург-Рудолщат (1667 – 1718) и принцеса Анна София фон Саксония-Гота-Алтенбург (1670 – 1728). Брат е на София Албертина (1724 – 1799).
Йохан Фридрих посещава лекции по теология в университета на Страсбург и по математика и физика в Утрехтския университет. Принцът знае френски и на 23 години през 1744 г. поема княжеството. Той се интересува и от музика.
Йохан Фридрих се жени на 19 ноември 1744 г. в Айзенах за принцеса Бернардина Христиана фон Саксония-Ваймар-Айзенах (* 5 май 1724, Ваймар; † 5 юни 1757, Рудолщат), дъщеря на херцог Ернст Август I фон Саксония-Ваймар-Айзенах (1688 – 1748) и първата му съпруга принцеса Елеонора Вилхелмина фон Анхалт-Кьотен (1696 – 1726). Тя умира на 33 години 5 юни 1757 г. в Рудолщат. Той не се жени отново.
Йохан Фридрих умира на 10 юли 1767 г. на 46 години в Рудолщат.  Понеже има само две дъщери през 1767 г. управлението поема чичо му Лудвиг Гюнтер II, чийто син Фридрих Карл е женен от 1763 г. за най-голямата му дъщеря Фридерика.

## Деца
Йохан Фридрих и Бернардина Христиана имат децата:
- Фридерика София Августа (1745 – 1778), омъжена на 21 октомври 1763 г. в Шварцбург за княз Фридрих Карл фон Шварцбург-Рудолщат (1736 – 1793)
- дъщеря (*/† 1746)
- син (*/† 1747)
- София Ернестина (1749 – 1754)
- Вилхелмина (1751 – 1780), омъжена на 30 октомври 1766 г. в Шварцбург за княз Лудвиг фон Насау-Саарбрюкен (1745 – 1794)
- Хенриета Шарлота (1752 – 1756)